# Dokdo-Klasse

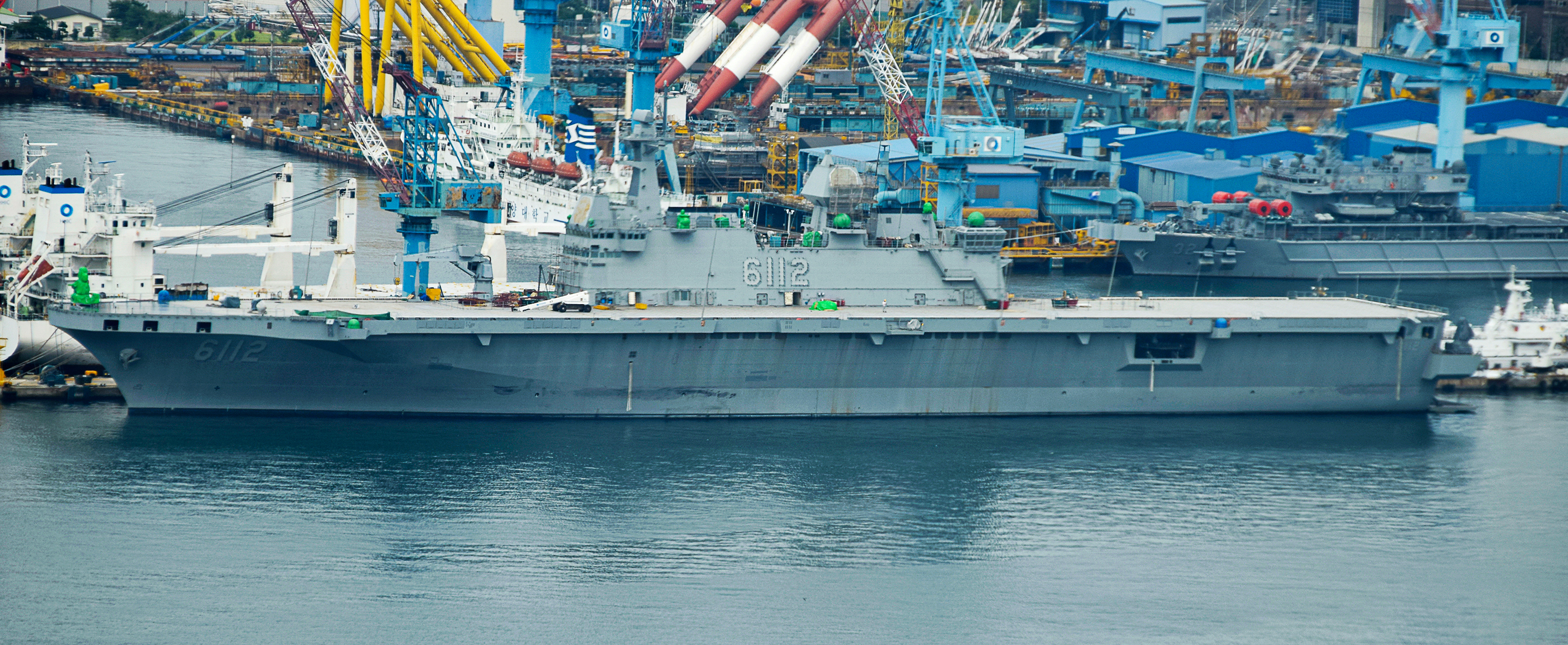
Die Marado

Die Dokdo-Klasse (Hangeul: 독도급 강습상륙함, Hanja: 獨島級強襲上陸艦), auch als LPX – Landing Platform eXperimental bezeichnet,  ist eine Klasse von zwei Amphibischen Angriffsschiffen (Hubschrauberträgern) der Marine der Republik Korea (ROKN).

## Allgemeines
Die Dokdo-Klasse ist die größte Schiffsklasse der südkoreanischen Marine und etwas größer als der spanische Flugzeugträger Príncipe de Asturias. Die Klasse wurde nach dem Over-The-Horizon-Konzept (OTH) der US Navy konzipiert, das heißt schweres Gerät wird aus über achtzig Kilometer Entfernung vom Strand auf hoher See ausgebootet und landet dann an. Dazu kann es mit zehn Hubschraubern vom Typ SH-60 Sea Hawk bestückt werden, alternativ sind auch zehn Senkrechtstarter (zum Beispiel Hawker Siddeley Harrier oder Lockheed Martin F-35B) von Verbündeten denkbar, da das Deck darauf ausgelegt ist, dem heißen Abgasstrahl der Triebwerke zu widerstehen.
Im Rumpf des Schiffes befinden sich bis zu 720 Marineinfanteristen, zehn Panzer, zehn LKW, sieben AAVs, drei Feldgeschütze, zehn Helikopter und zwei LCAC-Luftkissenboote.

## Namensgebung
Der Name des Typschiffes Dokdo ist der koreanische Name für den Liancourt-Felsen und Marado ist eine Jejudo vorgelagerte Insel.

## Einheiten
| Kennung  | Name          | Bauwerft                                         | Kiellegung                                       | Stapellauf                                       | Indienststellung                                 | Anmerkung                                        |
| -------- | ------------- | ------------------------------------------------ | ------------------------------------------------ | ------------------------------------------------ | ------------------------------------------------ | ------------------------------------------------ |
| LPH 6111 | Dokdo         | Hanjin Heavy Industries, Busan                   | Oktober 2002                                     | 12. Juli 2005                                    | 3. Juli 2007                                     | Aktiv                                            |
| LPH 6112 | Marado        | Hanjin Heavy Industries, Busan                   | 2016                                             | 14. Mai 2018                                     | 28. Juni 2021                                    | Aktiv                                            |
| LPH 6113 | Baengnyeongdo | Abbestellt durch die Regierung von Lee Myung-bak | Abbestellt durch die Regierung von Lee Myung-bak | Abbestellt durch die Regierung von Lee Myung-bak | Abbestellt durch die Regierung von Lee Myung-bak | Abbestellt durch die Regierung von Lee Myung-bak |

## Technische Beschreibung

### Bewaffnung
Die Bewaffnung besteht aus einem RAM-Werfer und zwei Goalkeeper Nahbereichsabwehrsystemen.

### Sensoren
Das Typschiff Dokto verfügt über eine Radaranlage vom Typ SMART-L. Das SMART-L ist ein rotierendes Weitbereichsradar mit Phased-Array-Antenne des ehemaligen niederländischen Herstellers Hollandse Signaalapparaten (Signaal), jetzt Thales Naval Nederland. Das im Höhenwinkel passiv phasengesteuerte Radar wurde explizit dafür entwickelt, Tarnkappenflugzeuge zu orten. Die Antenne mit den Abmessungen von 8,2 m × 4 m besteht aus 24 übereinander gestapelten Reihen von Empfangsmodulen. Davon können 16 Reihen sowohl senden als auch empfangen, die restlichen nur empfangen. Das Radar verwendet zum Senden den zirpenden D-Band-(1–2 GHz)-Solid-State-Transmitter (D-SSTX) des LW-09-Radars. Das Transmittermodul aus 16 parallel geschalteten Einheiten erzeugt eine Spitzenleistung von 4 kW, welche anschließend in 32 Leistungsverstärkermodulen auf 100 kW Pulsleistung verstärkt wird. Diese Systeme befinden sich im Decksaufbau unter dem Radar; das Signal gelangt dann durch einen Wellenleiter zur Antenne. Dort wird es über digitale Phasenschieber abgestrahlt. Durch die Phasensteuerung der Sendeenergie wird sowohl die vertikale Strahlschwenkung als auch eine Antennenstabilisierung erreicht.
Da das SMART-L Stealth-Ziele orten soll, ist die Antenne so empfindlich, dass praktisch jedes Radarecho eine Dopplerverschiebung enthält. Dazu kommt das Problem, dass neben den Stördaten auch überwiegend Vögel auf große Entfernung geortet werden. Um eine Überlastung des Plotextraktors durch Falschziele zu vermeiden, können 1000 Luftziele, 100 Oberflächenziele und 32 Störsender gleichzeitig verfolgt werden. Die Zielkorrelation zu Tracks erfolgt von Scan zu Scan über die Entfernung und Radialgeschwindigkeit des Kontaktes durch Multiple Hypothesis Tracking (MHT). Der MHT-Filter errechnet alle plausiblen Flugspuren auf Basis der Kontakte, die wahrscheinlichsten Hypothesen werden an das Kampfsystem des Schiffes weitergeben. Sind Zielposition und -kurs bestimmt, kann eine Freund-Feind-Erkennung nach STANAG 4182 durchgeführt werden. Da diese auch im L-Band stattfindet, ist keine separate Antenne nötig. Fällt die Freund-Feind-Erkennung negativ aus, kann das SMART-L durch nichtkooperative Zielidentifizierung den Typ des Luftziels bestimmen.
Die zweite Schiff der Dokdo-Klasse, die Marado, verfügt anstelle des SMART-L über eine Radaranlage des israelischen Herstellers Elta Systems.